# Kennet Ahl
Kennet Ahl var en författarpseudonym för huvudsakligen Lasse Strömstedt och Christer Dahl. Även Bodil Mårtensson och Anders Lönnbro var medförfattare till vissa av böckerna, och Högriskbegravning skrevs av Strömstedt själv. Duon debuterade under detta namn 1974 med den galghumoristiska romanen Grundbulten. Romanserien består till största delen av samtidsskildringar från kriminella miljöer med kåkfararen Kennet Ahl som huvudperson. Undantag är Rävsaxen och Mordvinnaren där bipersoner från andra romaner är huvudkaraktärer, och Slutstationen som är en sciencefictionhistoria där en av karaktärerna är en ättling till Kennet Ahl, med samma namn.
Verken är i regel satiriska och samhällskritiska ur ett vänsterperspektiv.

## Filmografi (urval)
- 1978 – Lyftet
- 1979 – Skrotsemestern (TV-serie)